# Cezary Skoryna
Cezary Franciszek Feliks Skoryna herbu Sielawa (ur. 28 sierpnia 1840 w Warszawie, zm. 19 kwietnia 1903 w Nałęczowie) – polski przemysłowiec działający w branży maszyn dla młynarstwa, społecznik i filantrop.
Po ukończeniu edukacji przejął rodzinną wytwórnię kamieni młyńskich na warszawskiej Pradze. Rozwinął ją w nagradzane na wystawach międzynarodowych przedsiębiorstwo produkujące i sprzedające pełny asortyment maszyn i materiałów dla młynarstwa, aż do budowy gotowych młynów na zamówienie włącznie. Przez pewien czas był też współwłaścicielem firmy kamieniarskiej. Należał do charytatywnej Archikonfraterni Literackiej i Towarzystwa Zachęty Sztuk Pięknych w Warszawie. Opiekował się cmentarzem cholerycznym w Warszawie i współpracował przy tworzeniu cmentarza Bródnowskiego. Prowadził ożywioną działalność społeczną, zarówno w ramach różnych komisji miejskich, jak też jako osoba prywatna.

## Życiorys

### Edukacja
Urodził się 28 sierpnia 1840 w Warszawie. Pochodził ze szlacheckiej rodziny, pieczętującej się herbem Sielawa. Jego rodzicami byli fabrykant kamieni młyńskich na warszawskiej Pradze Krystian Walenty Skoryna (1805–1851) i Klara z domu Reymond albo Rajmund (1819–1877), która po śmierci męża prowadziła szynk i zajazd w obrębie posesji fabrycznej.
Do gimnazjum uczęszczał w Warszawie. Po jego ukończeniu wstąpił do Korpusu Kadetów w Brześciu Litewskim, ale wkrótce zrezygnował z kariery w wojsku i podjął studia handlowe w Niemczech.

### Działalność w przemyśle

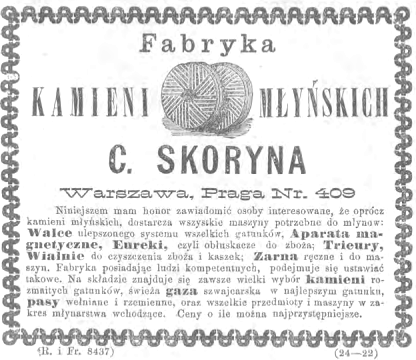
Reklama firmy C. Skoryny w piotrkowskiej gazecie „Tydzień”, 1882

Po powrocie do Warszawy przejął w zarząd założone jeszcze w XVIII wieku przedsiębiorstwo rodzinne produkujące kamienie młyńskie, z siedzibą przy ulicy Brukowej na Pradze 1, którym wcześniej kierował jego ojciec. Polski Słownik Biograficzny podaje jako datę powstania przedsiębiorstwa rok 1794, jednak obchody jego stulecia zostały zorganizowane przez Cezarego Skorynę już w roku 1883.
Działając pod firmą „C. Skoryna”, przedsiębiorstwo zaczęło się prężnie rozwijać, stając się pierwszym krajowym producentem maszyn młynarskich, które wcześniej, z wyjątkiem kół młyńskich, musiano sprowadzać z zagranicy. W 1881 miało 30 pracowników i obrót roczny 150 tysięcy rubli, w 1885 osiągnęło zatrudnienie 100 pracowników i 500 tysięcy rubli obrotu. Około 1890 właściciel przeniósł fabrykę do nowo wybudowanej siedziby na pobliskiej ulicy Olszowej 14. Z czasem powstały także filie przedsiębiorstwa w Petersburgu i Czelabińsku.
Powiększał się również zakres działalności: oprócz tradycyjnych kamieni młyńskich produkowano także kamienie ze specjalistycznego surowca o szczególnie dobrych własnościach technologicznych, sprowadzanego w tym celu z Francji. Ponadto fabryka rozpoczęła, jako jedna z pierwszych w Królestwie Polskim, produkcję maszyn młynarskich: urządzeń do czyszczenia zboża i kasz, elementów napędowych (motorów parowych i wodnych, transmisji, wałów, trybów, kół pasowych). W produkowanym asortymencie wprowadzano innowacje. Wynalazkami Skoryny były trzywiatrowe wialnie oraz płaszczyzny szmerglowe w łuszczarkach. W 1890 w ofercie pojawiły się własnej produkcji turbiny wodne Francisa, przeznaczone dla młynów przemysłowych. Firma przyjmowała także zamówienia na kompletne młyny, od projektu i kosztorysu poczynając, na budowie i wyposażeniu kończąc.
Oprócz produkcji własnej Skoryna handlował także produktami branżowych firm zagranicznych. Sprzedawał między innymi zagraniczne koła młyńskie, angielskie skórzane pasy transmisyjne i szwajcarską gazę jedwabną.
Firma „C. Skoryna” otrzymała wiele nagród na wystawach przemysłowych: w Moskwie (1872, wielki złoty medal), Wiedniu (1873, dyplom uznania), Warszawie (1874, srebrny medal), Paryżu (1878, srebrny medal) i Niżnym Nowogrodzie (1896, srebrny medal). Skoryna wspierał swoją działalność także reklamą. W 1883 wydał ilustrowany cennik kamieni i maszyn młynarskich, w 1902 zaś obszerny prospekt o charakterze reklamowym i informacyjnym z poradami dla młynarzy. Reklamował się także w prasie.
Inseraty w pismach ukazujących się w Warszawie i Piotrkowie wskazują, że co najmniej od 1881 roku Cezary Skoryna był także współwłaścicielem firmy „C. Skoryna i H. Neuendorff”, zlokalizowanej na ulicy Olszowej, parcela hipoteczna 415a lub 415d. Oferowała ona wszelkie wyroby z marmuru, piaskowca i granitu, w tym pomniki i elementy wyposażenia wnętrz. Na cmentarzu Powązkowskim w Warszawie zachowały się pomniki nagrobne rodzin Lortsch z 1884 roku i Kociołkiewicz z 1883 roku, oba jej produkcji.
Przemysłowiec był też właścicielem nieruchomości na Pradze, w tym domów przy Panieńskiej 6 i 8.

### Działalność społeczna
Cezary Skoryna był członkiem Archikonfraterni Literackiej przy katedrze św. Jana, prowadząc w niej działalność charytatywną. Opiekował się ubogimi mieszkańcami Pragi, udzielał także z własnych środków tanich kredytów przedstawicielom drobnego handlu, nie zwracając przy tym uwagi na ich wyznanie.
Należał do Towarzystwa Zachęty Sztuk Pięknych w Warszawie.
Był opiekunem założonego w 1872 na Pradze cmentarza cholerycznego. Nawet po jego przejęciu przez miasto w 1874 z własnych środków opłacał mieszkającego przy nim stróża, który dbał też o zieleń; podczas budowy w 1874 niedalekiej linii kolejowej starał się o zbudowanie drogi dojazdowej do miejsca pochówku. Później przewodniczył komisji, której zadaniem było znalezienie miejsca na nową nekropolię na Pradze. W tej roli brał udział w wyznaczaniu terenów pod cmentarz Bródnowski.
Działał również w komisji, która zajmowała się opieką nad zielenią miejską na Pradze i dzięki której powstało kilka parków i skwerów. Był także członkiem komisji poborowej, delegowanym przez obywateli miasta. Pilnował w niej zgodnej z prawem procedury poboru do wojska.
W 1884 został członkiem komitetu budowy nowego kościoła na Pradze, na którego czele stanął arcybiskup warszawski Wincenty Chościak-Popiel. Efektem jego prac było powstanie i konsekracja w 1901 roku kościoła pod wezwaniem św. Floriana.

### Rodzina

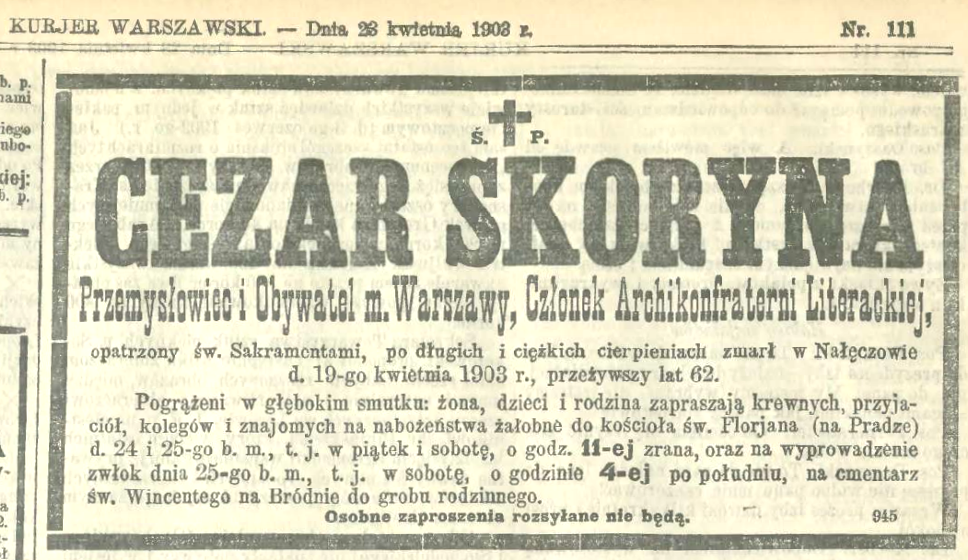
Nekrolog Cezarego Skoryny w „Kurierze Warszawskim” nr 111 z 23 kwietnia 1903

Cezary Skoryna ożenił się w 1881 z Jadwigą Chełmińską. Ich córka Cezara (1887–1979), nauczycielka, była żoną Władysława Okręta (1870–1910). Po drugim mężu nosiła nazwisko Dickstein. W czasie okupacji należała do organizacji podziemnej Polska Żyje i Armii Krajowej, była więziona na Pawiaku, w Berlinie i w Ravensbrück. Druga córka Jadwiga Teresa wyszła w 1910 roku za Emila Rauera, przemysłowca i działacza niepodległościowego; małżeństwo to zakończyło się rozwodem. Bratankiem Cezarego Skoryny był Jan Skoryna, pułkownik saperów Wojska Polskiego.
Cezary Skoryna zmarł 19 kwietnia 1903 w Nałęczowie. Pochowany został na cmentarzu Bródnowskim. „Kurjer Warszawski” poświęcił mu wspomnienie pośmiertne, przypominając pionierską rolę w rozwoju przemysłu maszyn młynarskich w zaborze rosyjskim i liczne pola działalności społecznej. Jak napisał autor wspomnienia: „Zmarł powszechnie żałowany wśród sfer przemysłowych i obywatelstwa Pragi, a opłakiwany przez podwładnych i robotników, dla których był opiekunem i ojcem”. 

## Dalsze losy przedsiębiorstwa
Po śmierci Cezarego Skoryny przedsiębiorstwem kierowała rodzina. Ogłoszenie prasowe z 1907 wskazuje, że użytkowało wówczas także posesję Olszowa 6. Firma wzięła udział w Wystawie Przemysłu i Rolnictwa w Częstochowie w 1909, wystawiając własny pawilon i zdobywając złoty medal w dziale przemysłu mechanicznego. Prasa podawała, że kierował nią wówczas inżynier Antoni Skoryna, roczny obrót sięgał 300 tysięcy rubli. Produkcja obejmowała, oprócz tysiąca kilkuset kół młyńskich z importowanego kamienia rocznie, także cały szereg maszyn młynarskich i urządzeń napędowych dla nich. Produkty te, jak podawała ówczesna prasa, „rozchodzą się nie tylko po całym kraju naszym, ale i na Litwę, Wołyń, Podole, Inflanty, Białoruś i do całego Cesarstwa”.
Wedle biogramów w Polskim Słowniku Biograficznym, w 1914 roku przedsiębiorstwo zostało sprzedane Emilowi Rauerowi i jego wspólnikowi P. Kozłowskiemu, po czym w 1918 miało zakończyć działalność. Dodatkowe światło na tę transakcję rzuca zachowany akt ślubu dowodzący, że Emil Rauer w 1910 roku został mężem Jadwigi Teresy Skorynówny, córki Cezarego Skoryny, o czym autorzy biogramów w PSB nie wiedzieli. Ponadto 
Jarosław Zieliński podaje, że przedsiębiorstwo działało nadal w okresie międzywojennym, znane jako Towarzystwo Akcyjne Wytwórni Maszyn „Młynotwórnia”. Jak wskazuje artykuł z ówczesnej prasy, stało się w rzeczywistości oddziałem spółki Towarzystwo Akcyjne Wytwórni Maszyn Młyńskich „Młynotwórnia” z siedzibą w Poznaniu.
Budynki fabryczne przy Olszowej 14 zostały zburzone w 1944 i nie odbudowano ich. W trakcie rozpoczętej w 2016 budowy budynku wielorodzinnego inwestor wykopał i wywiózł ich pozostałości. Powstały kontrowersje, czy znajdowały się wśród nich elementy zabytkowe bądź o wartości historycznej. O sprawie doniosły media, informując także, że stołeczny konserwator zabytków złożył zawiadomienie o podejrzeniu popełnienia przestępstwa.